# Paul Zukofsky

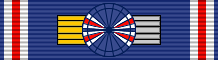
Islandský Knight’s Cross)

Paul Zukofsky (22. října 1943 New York – 6. června 2017 Hongkong) byl americký houslista a dirigent známý svou prací v oblasti současné klasické hudby.

## Životopis
Paul Zukofsky se narodil v Brooklynu v New Yorku. Byl jediným dítětem amerického básníka Louise Zukofského a Celie Thaew Zukofské, která pracovala jako hudebnice a skladatelka. Oba rodiče byli potomci přistěhovalců z oblasti dnešního Běloruska, mluvících jazykem jidiš. Rodiče si záhy uvědomili, že je Paul velmi talentovaný, a už ve třech letech se začal učit hudbě. Brzy se zaměřil na housle a v sedmi letech se stal žákem Ivana Alexandra Galamiana, učitele hry na housle, původem z Arménie na hudební škole Juilliard School. Svůj první koncert absolvoval v roce 1952 s orchestrem New Haven Symphony Orchestra, v roce 1956 měl koncert v Carnegie Hall. List The New York Times pochválil jeho techniku a poznamenal, že Zukofsky prošel obtížným programem bez pohazování vlasů nebo pohybem svalů obličeje" a popsal ho jako deadpan bundle of talent (bezvýrazný balík talentů). Další koncerty v Carnegie Hall následovaly v roce 1959 a 1961. Jeho otec básník Louis Zukofsky vydal v roce 1970 fiktivní biografii svého syna jako mladého talentovaného houslisty s názvem Little, která obsahuje popis desetiletého Paula Zukofského, který hraje básníkovi Ezra Poundovi, jenž byl poté umístěn v psychiatrickém ústavu St. Elizabeths Hospital ve Washingtonu, DC.
Zukofsky sice vytvořil řadu nahrávek klasické hudby, ale neměl zájem o pokračování typické kariéry houslového virtuosa. Byl přitahován k hudbě, kterou cítil jako nedoceněnou. Jeden z jeho stručných popisů uvádí: Od mládí byl fascinován ultramoderní hudbou a vyvíjel maximální úsilí (celerity, dexterity and alacrity) při manipulaci se speciálními technikami, což ve skutečnosti proměnilo housle na multimediální nástroj nad rámec jejich obvyklých možností. Asi nejznámější je díky spolupráci s mnoha klíčovými skladateli současné vážné hudby jako například: Milton Babbitt, Arthur Berger, Easley Blackwood, Henry Brant, John Cage, Elliott Carter, George Crumb, Morton Feldman, Philip Glass, Peter Mennin, Krzysztof Penderecki, Walter Piston, James K. Randall, Wallingford Riegger, Giacinto Scelsi, Artur Schnabel, Roger Sessions, Ralph Shapey, Harvey Sollberger, Stefan Wolpe, Charles Wuorinen a Iannis Xenakis. Uskutečnil světovou premiéru koncertů Roberta Sessionse psané pro housle, violoncello a orchestr, Charlese Wuorinena (pro housle a orchestr), Mortona Feldmana (pro housle a orchestr), Phillipa Glasse a mezi jinými i skotského skladatele Iaina Hamiltona.
Zukofsky se objevil jako postava Alberta Einsteina v opeře Phillipa Glassa z roku 1976 Einstein On the Beach. Vystupoval i na několika Glassových nahrávkách. Významná je také jeho spolupráce s Johnem Cageem. Spolupracovali spolu na nahrávce houslové verze z roku 1977 Cheap Imitation a Cage složil náročný Freeman Etudes - Books I and II (Etudes I-XVII, 1977–1980) speciálně pro Zukofského.
V roce 1975 Zukofsky založil Musical Observations, Inc. jako neziskovou korporaci podporující opomíjené, ale užitečné projekty, včetně nahrávací značky CP2, pro kterou vytvořil mnoho nahrávek, na kterých nejen hrál a dirigoval, ale také je editoval. Od roku 1976 do roku 1977 byl Zukofsky stálým návštěvníkem v laboratořích Bell Laboratories, Murray Hill, New Jersey, které se podílely na výzkumu načasování hudebního vystoupení.
Jako učitel Zukofsky působil na mnoha významných hudebních školách, včetně Juilliard School, kde učil komorní hudbu, dirigování a housle, na New England Conservatory of Music, na Berkshire Music Center a na Manhattan School of Music. V roce 1967 byl jedním ze zakládajících kreativních spolupracovníků při založení Creative Associates (Center for Creative and Performing Arts) a SUNY Buffalo. Zukofsky působil jako umělecký ředitel koncertů Summergarden pořádaných Muzeem moderního umění v letech 1978–1992. Byl také koordinátorem programů American Composers Series (program vznikl jako scéna ve formátu kabaretní revue, vzdávající hold největším skladatelům populární americké hudby) v Kennedy Center (John F. Kennedy Center for the Performing Arts) v letech 1980–1990.
V průběhu sedmdesátých let 20. století se Zukofsky stále více věnoval dirigování. V letech 1978–1987 byl dirigentem orchestru Colonial Symphony Orchestra v Madisonu v New Jersey. V polovině sedmdesátých let začal Zukofsky projekt, který se změnil na dlouhodobé hudební sdružení s Islandem. V roce 1977 Zukofsky vedl semináře Zukofsky Seminars v Orchestral Music na téma orchestrální hudba, které studentům umožnily provádět rozsáhlá díla. Nakonec účastníci semináře založili v roce 1985 Youth Symphony Orchestra of Iceland (Sinfóníuhljómsveit Æskunnar), symfonický orchestr mladých na Islandu, kde byl Zukovskiy hlavní dirigent a hudební ředitel až do roku 1993. Pod jeho vedením se uskutečnilo mnoho islandských premiér především orchestrální hudby 20. století. Jako uznání jeho dlouholeté spolupráce a příspění k islandské hudbě, Zukofsky dostal v roce 1988 Minningarverdlaun D.V. (Cultural Achievement Award in Music) což je cena za kulturní úspěch v hudbě, stejně jako Knight’s Cross (Rytířský kříž), islandský řád Order of the Falcon od islandského prezidenta v roce 1990.
Od roku 1992 do roku 1996 byl Zukofsky ředitelem institutu Arnold Schoenberg Institute na Univerzitě Jižní Kalifornie. Během této doby vyústil spor mezi Schoenbergovými dědici a univerzitou o poslání ústavu a v roce 1998 byl Schoenbergův archiv přemístěn do muzea Arnolda Schönberga do Vídně v Rakousku.

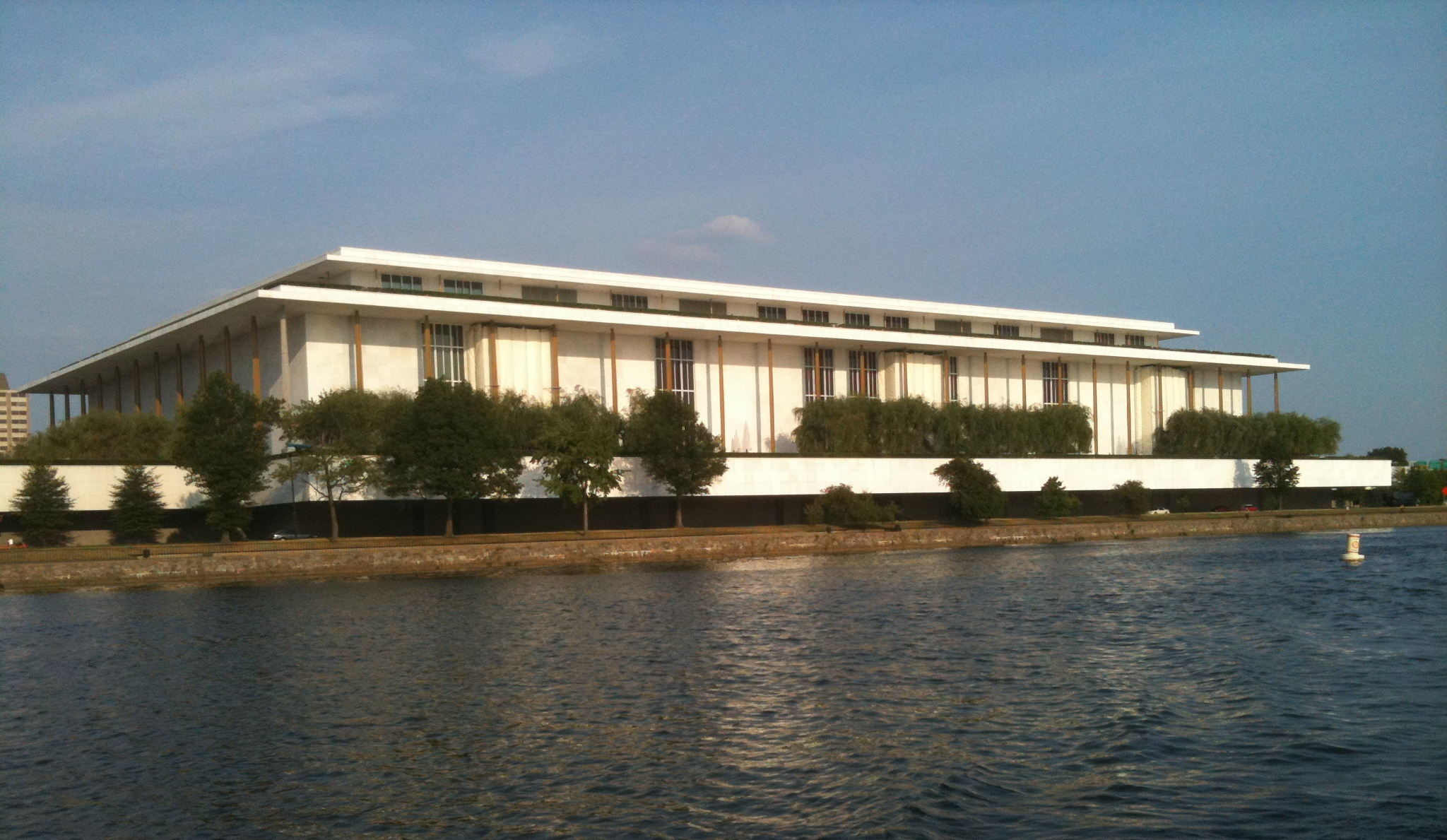
Kennedy Center na řece Potomac

## Nahrávky
Zukofsky vytvořil mnoho nahrávek nejen jako houslista, ale i jako dirigent. Pozoruhodně ztvárnil některé klasické skladby, například Paganiniho Twenty-four Caprices a Bachovy Sonatas and Partitas for Violin. V roce 1974 natočil antologii nové americké houslové hudby složené v letech 1940 až 1970. Zaměřen byl však především na současnou klasickou hudbu. Zajímal se o vynikající umělce, jejichž talent a mistrovství nebylo doceněno, jako byl například Artur Schnabel nebo Armin Loos.

### Ochránce vlastnických práv
Jako držitel autorských práv pro práci rodičů si Zukofsky získal reputaci omezujícího a sporného ochránce svých vlastnických práv a připojil se k seznamu literárních pozůstalostí, kde dědicové zaujali kontroverzní a často konfrontační postavení vůči vědcům, z nichž asi je už notoricky známý spor o majetek Jamese Joyce. V září 2009 vydal Zukovsky on-line provokativní otevřený dopis, kterým odrazuje studenty a akademické pracovníky od vydávání publikací, které byly zveřejněny na webových stránkách www.newyorker.com/magazine 2006/06/19 o práci svého otce. Dopis dokládá jeho silnou animozitu proti akademikům a podezření z jejich nepříliš čestných motivů. Na druhé straně, nechal tisknout značný objem práce jeho otce a podporoval vydání několika svazků korespondence, takže existoval daleko lepší přístup k práci jeho otce než kdykoli během jeho života. Zukofského úzký výklad spravedlivého použití byl silně napadnut legálními učenci.

## Úmrtí
Zukofského kosmopolitní zájmy zahrnovaly celoživotní fascinaci východní Asií, v neposlední řadě její jídlo. Vytvořil v Japonsku mnoho nahrávek, dlouho spolupracoal zejména se skladateli Jo Kondo (近藤譲, Jō Kondō) a Yuji Takahashi (高橋 悠治 Takahashi Yūji). V roce 2006 se natrvalo přestěhoval do Asie, zpočátku do Bangkoku a poté v posledním desetiletí svého života do Hongkongu, kde i nadále působil jako hudebník a také pracoval na svých nenapodobitelných kritických spisech, především o hudbě. Zukofsky zemřel na non-Hodgkinův lymfom 6. června 2017 v Hongkongu.

## Dílo

### Spisy
Zukofsky, Paul (1976). "On Violin Harmonics." In Perspectives on Notation and Performance ed. Benjamin Boretz and Edward T. Cone (New York: Norton, 1976). Essays reprinted from issues of Perspectives of New Music. The Perspectives of New Music series. ISBN 0-393-02190-4. ISBN 978-0-393-02190-5.

### Vybraná diskografie
podrobnější diskografie je k dispozici na webových stránkách Musical Observations, Inc.
1. jako houslista
- William Sydeman: Concerto da Camera No. 2 (1964).
- Charles Ives: The Sonatas for Violin and Piano, Volumes 1 & 2. Gilbert Kalish, piano (1965).
- Roger Sessions: Violin Concerto (1968).
- Busoni: Concerto for Violin and Orchestra in D Major (1968).
- Michale Sahl: Mitzvah for the Dead / J.K. Randall: Lyric Variations for Violin and Computer (1968).
- Krzystof Penderecki: Capriccio for Violin and Orchestra (1969).
- Steve Reich: Violin Phase (1969).
- Richard Hoffmann: String Trio / Donald Martino: Fantasy Variations for Violin; Trio for Violin, Clarinet and Piano (1969).
- Charles Ives: Chamber Music (1970).
- Charles Wuorinen: Duo for Violin and Piano (1970).
- Phillip Rhodes: Duo for Violin and Cello (1971).
- Paganini: The Twenty-Four Caprices for Solo Violin (complete) (1971).
- William Schuman: Violin Concerto (1971).
- Yuji Takahashi: Six Stoichea (1972).
- Earle Brown: String Quartet (1972).
- George Crumb: Black Angels for Electric String Quartet / Charles Jones: String Quartet No. 6; Sonatina for Violin and Piano (1972).
- New Music for Violin and Piano. George Crumb: Four Nocturnes for Violin and Piano (Night Music II) / Isang Yun: Gasa / Charles Wuorinen: The Long and Short / John Cage: Six Melodies for Violin and Keyboard (1973).

- Donald Harris: Fantasy for Violin and Piano / Lawrence Moss: Elegy; Time Piece (1973).
- J. S. Bach: Six Sonatas and Partitas for Violin (unaccompanied) (1974).
- Charles Ives: Sonatas for Violin and Piano (Plus Largo), Gilbert Kalish, piano (1974).
- Music for a 20th Century Violinist: An Anthology of Three Decades of American Music, 1940–1950–1960: Milton Babbitt: Sextets / Arthur Berger: Duo No. 2 / Henry Brant: Quombex / Cage: Nocturne / George Crumb: Night Music II / Morton Feldman: Vertical Thoughts 2 / Peter Mennin: Sonata Concertante / Walter Piston: Sonatina / Michael Sahl: String Quartet / Roger Sessions: Duo / Ralph Shapey: Evocation / Harvey Sollberger: Solos / Wallingford Riegger: Sonatina / Stefan Wolpe: Second Piece for Violin Alone (1974).

- Brahms: Complete Sonatas for Violin and Piano, including Sonatensatz. Yuji Takahashi, piano (1975).
- A Prospect of Contemporary Violin Music. Toru Takemitsu: Hika / Yuji Takahashi: Rosace 1½ / Hikaru Hayashi: Winter on 72nd Street (Second Rhapsody) / John Cage: Nocturne; Six Melodies for Violin and Keyboard (1975).
- Elliott Carter: Duo for Violin and Piano (1975).
- Classic Rags and Other Novelties, arr. Paul Zukofsky and Robert Dennis, piano. Scott Joplin: The Easy Winner; Felicity Rag; Magnetic Rag; Stoptime Rag / Zez Confrey: Grandfather's Clock / Joseph Lamb: American Beauty / Luckey Roberts: Pork and Beans / James Scott: Calliope Rag / Clarence Woods: Sleepy Hollow Rag; Slippery Elm (1975).

- Giacinto Scelsi: Anahit / Philip Glass: Strung Out / Iannis Xenakis: Mikka; Mikka "S" (1976).
- Easley Blackwood: Second Sonata for Violin and Piano / Roger Sessions: Sonata for Violin (1977).
- Joel Chadabe: Echoes; Flowers (1977).
- Philip Glass: Einstein on the Beach (violin solos) (1978).
- The Art of Paul Zukofsky. Joji Yuasa: My Blue Sky, No. 3 / Jo Kondo: Retard / Toshi Ichiyanagi: Scenes I for Violin and Piano / Maki Ishii: Lost Sounds I (Version B) / Yuji Takahashi: For You I Sing This Song (1979).

- John Cage: Chorals; Cheap Imitation (1981).
- Morton Feldman: Spring of Chosroes / Artur Schnabel: Sonata for Violin and Piano (1981).
- Edward Steuermann: Dialogues for Violin Solo; Improvisation and Allegro (1981).
- John Cage: Freeman Etudes I-VII (1983).
- Philip Glass: The Photographer (violin solos) (1983).
- New Music from the University of Iowa. Charles Wuorinen: Concerto for Amplified Violin and Orchestra (1983).
- Morton Feldman: For John Cage (1984).
- Artur Schnabel: Sonata for Solo Violin (1985).
- The Min-On Contemporary Music Festival ’83. Toshi Ichiyanagi: Violin Concerto “Jundansuru Fukei” (Circulating Scenery) (1993).
- Charles Wuorinen: Concerto for Amplified Violin and Orchestra (2004).
- Armin Loos: Sonata No. 2 (2004).

2. jako dirigent
- Glenn Lieberman: Music for Ten Stringed Instruments. New York String Ensemble (1983).
- John Cage: Sixteen Dances (1984).
- Karόlína Eiríksdóttir: Sinfonietta / Thorkell Sigurbjörnsson: Mistur (Mist ) / Atli Heimir Sveinsson: Hreinn: Gallery Súm 1974 / Jónas Tómasson: Orgía. Iceland Symphony Orchestra (1986).

- Roger Sessions: Orchestral Suite from the Black Maskers. The Juilliard Orchestra (1988).
- Milton Babbitt: Relata I. The Juilliard Orchestra (1990).
- Artur Schnabel: Symphony No. 2. The Royal Philharmonic (1991).
- Jón Leifs: Visions and Images. Geysir; Hekla; Landsyn; Three Images. Iceland Symphony Orchestra (1991).
- Jón Nordal: Portrait. Adagio; Concerto Lirico; Epitafion; Tvisöngur. The Reykjavik Chamber Orchestra (1991).
- Arnold Schoenberg: Pelleas and Melisande. Sinfóníuhljómsveit Æskunnar (1992).
- Jón Leifs: Baldr, Op. 34. Sinfóníuhljómsveit Æskunnar (1992).
- Dane Rudhyar: Five Stanzas. Colonial Symphony (1995).
- Artur Schnabel: Symphony No. 1. BBC Orchestra / Symphony No. 3. Symfonický orchestr hlavního města Prahy (1996).
- Artur Schnabel: Dance And Secret & Joy And Peace. Gregg Smith Singers & a N.Y. Orchestra (1996).
- Atli Heimir Sveinsson: Timinn og Vatnið (Time and Water). Reykjavik Chamber Orchestra (2002).
- Milton Babbitt: Fourplay; Septet but Equal / Morton Feldman: Instruments 1; Three Clarinets, Cello, and Piano. Composers Ensemble, Londýn (2004).
- Jo Kondo: Hagoromo. The London Sinfonietta (2004).
- Jo Kondo: Mulberry; In The Woods; In Summer. The Tokyo Metropolitan Orchestra (2007).